# Вишенька (Хмільницький район)
Ви́шенька — село в Україні, в Уланівській сільській громаді Хмільницького району Вінницької області. Населення становить 630 осіб.

## Географія
Селом протікає річка Гнилець.